# Discografia de Three 6 Mafia
A discografia de Three 6 Mafia é uma lista contendo todos os trabalhos distribuídos em álbuns pelo grupo de hip hop já citado. O coletivo do grupo também foi  lançar música sob os nomes de "Hypnotize Camp Posse", "Prophet Posse", "Rasgue Da Club Up Thugs", "Da Headbussaz", e "O Killjoy Clube". Entre outros grupos.

## Álbuns

### Álbuns de estúdio
| Mystic Stylez                                                                     | - Released: May 25, 1995 - Label: Prophet - Formats: CD, LP, cassette, digital download             | —   | 59 | — |                  |
| Chapter 1: The End                                                                | - Released: December 3, 1996 - Label: Prophet - Formats: CD, LP, cassette, digital download         | 126 | 42 | — |                  |
| Chapter 2: World Domination                                                       | - Released: November 4, 1997 - Label: Relativity - Formats: CD, LP, cassette, digital download      | 40  | 18 | — | - RIAA: Gold     |
| When the Smoke Clears: Sixty 6, Sixty 1                                           | - Released: June 13, 2000 - Label: Loud - Formats: CD, LP, cassette, digital download               | 6   | 2  | — | - RIAA: Platinum |
| Choices: The Album                                                                | - Released: August 28, 2001 - Label: Loud, Relativity - Formats: CD, LP, cassette, digital download | 19  | 4  | — |                  |
| Da Unbreakables                                                                   | - Released: June 24, 2003 - Label: Columbia - Formats: CD, LP, cassette, digital download           | 4   | 2  | — | - RIAA: Gold     |
| Choices II: The Setup                                                             | - Released: March 29, 2005 - Label: Sony - Formats: CD, LP, digital download                        | 10  | 3  | — |                  |
| Most Known Unknown                                                                | - Released: September 27, 2005 - Label: Sony - Formats: CD, LP, digital download                    | 3   | 1  | 1 | - RIAA: Platinum |
| Last 2 Walk                                                                       | - Released: June 24, 2008 - Label: Hypnotize Minds, Columbia, Sony - Formats: CD, digital download  | 5   | 2  | 2 |                  |
| Watch What U Wish... as Da Mafia 6ix                                              | - Released: March 17, 2015 - Label: S.A.T.ent. Music - Formats: CD, digital download                | —   | —  | — |                  |
| "—" denotes a recording that did not chart or was not released in that territory. | |     |    |   |                  |

### Álbuns independentes
| Smoked Out, Loced Out                                                             | - Released: November 25, 1994 - Label: Prophet Entertainment - Formats: Cassette, CD, digital download | — | — | — |
| "—" denotes a recording that did not chart or was not released in that territory. | |   |   |   |

### Álbuns de compilação
| Underground Vol. 1: (1991-1994)                                                   | - Released: March 2, 1999 - Label: Relativity Records - Formats: CD, digital download                        | —   | —  | —  |
| Underground Vol. 2: Club Memphis                                                  | - Released: August 24, 1999 - Label: Smoked Out Music - Formats: CD, digital download                        | —   | —  | —  |
| Underground Vol. 3: Kings of Memphis                                              | - Released: October 31, 2000 - Label: Loud Records - Formats: CD, digital download                           | —   | —  | —  |
| Most Known Hits                                                                   | - Released: November 15, 2005 - Label: Hypnotize Minds, Sony Urban Music - Formats: CD, digital download     | 154 | —  | —  |
| Smoked Out Music Greatest Hits                                                    | - Released: October 6, 2006 - Label: Hypnotize Minds, Select-O-Hits - Formats: CD, digital download          | —   | 48 | 22 |
| Prophet's Greatest Hits                                                           | - Released: February 6, 2007 - Label: Hypnotize Minds, Prophet Entertainment - Formats: CD, digital download | —   | 82 | —  |
| "—" denotes a recording that did not chart or was not released in that territory. | |     |    |    |

### EPs
| Live by Yo Rep                                                                    | - Released: November 21, 1995 - Label: Prophet Entertainment - Formats: CD, digital download | — | — | — |
| "—" denotes a recording that did not chart or was not released in that territory. |                                                                                              |   |   |   |

### Mixtapes
| Title                              | Album details                                                                   |
| ---------------------------------- | ------------------------------------------------------------------------------- |
| We Never Sleep                     | - Released: 2000 - Label: Self-released - Format: Digital download              |
| We Never Sleep Vol. 2              | - Released: 2002 - Label: Self-released - Format: Digital download              |
| We Never Sleep Vol. 3              | - Released: 2004 - Label: Self-released - Format: Digital download              |
| We Never Sleep Vol. 4              | - Released: 2007 - Label: Self-released - Format: Digital download              |
| 6iX Commandments (as Da Mafia 6ix) | - Released: November 12, 2013 - Label: Self-released - Format: Digital download |
| Hear Sum Evil (as Da Mafia 6ix)    | - Released: October 31, 2014 - Label: Self-released - Format: Digital download  |

## Sinlges
| Title                                                                             | Year | Peak chart positions | Peak chart positions | Peak chart positions | Peak chart positions | Certifications                 | Album                                                        |
| Title                                                                             | Year | US                   | US R&B               | US Rap               | UK                   | Certifications                 | Album                                                        |
| --------------------------------------------------------------------------------- | ---- | -------------------- | -------------------- | -------------------- | -------------------- | ------------------------------ | ------------------------------------------------------------ |
| "Hit A Muthafucka"                                                                | 1997 | —                    | —                    | —                    | —                    |                                | Chapter 2: World Domination                                  |
| "Tear Da Club Up '97"                                                             | 1997 | —                    | —                    | —                    | —                    |                                | Chapter 2: World Domination                                  |
| "Late Night Tip"                                                                  | 1997 | —                    | —                    | —                    | —                    |                                | Chapter 2: World Domination                                  |
| "Who Run It"                                                                      | 2000 | —                    | 116                  | —                    | —                    |                                | When the Smoke Clears: Sixty 6, Sixty 1                      |
| "Sippin' on Some Syrup" (featuring UGK and Project Pat)                           | 2000 | —                    | 30                   | —                    | —                    |                                | When the Smoke Clears: Sixty 6, Sixty 1                      |
| "Tongue Ring"                                                                     | 2000 | —                    | 102                  | —                    | —                    |                                | When the Smoke Clears: Sixty 6, Sixty 1                      |
| "Baby Mama" (featuring La Chat)                                                   | 2001 | —                    | 94                   | —                    | —                    |                                | Choices: The Album                                           |
| "Ridin' Spinners" (featuring Lil' Flip)                                           | 2003 | —                    | 62                   | —                    | —                    |                                | Da Unbreakables                                              |
| "Stay Fly" (featuring Young Buck and Eightball & MJG)                             | 2005 | 13                   | 9                    | 3                    | 33                   | - RIAA: 2× Platinum            | Most Known Unknown                                           |
| "Poppin' My Collar" (featuring Project Pat)                                       | 2006 | 21                   | 10                   | 6                    | —                    | - RIAA: Gold                   | Most Known Unknown                                           |
| "Side 2 Side" (featuring Project Pat and Bow Wow)                                 | 2006 | —                    | 63                   | —                    | —                    |                                | Most Known Unknown                                           |
| "Doe Boy Fresh" (featuring Chamillionaire)                                        | 2007 | 54                   | 74                   | —                    | —                    | - RIAA: Gold                   | Non-album singles                                            |
| "Like Money" (featuring The Game)                                                 | 2007 | —                    | 89                   | —                    | —                    |                                | Non-album singles                                            |
| "I'd Rather" (featuring DJ Unk)                                                   | 2008 | —                    | 98                   | —                    | —                    |                                | Last 2 Walk                                                  |
| "Lolli Lolli (Pop That Body)" (featuring Project Pat, Young D and Superpower)     | 2008 | 18                   | 48                   | 7                    | —                    | - RIAA: Platinum - RIANZ: Gold | Last 2 Walk                                                  |
| "That's Right" (featuring Akon)                                                   | 2008 | —                    | 97                   | —                    | —                    |                                | Last 2 Walk                                                  |
| "Shake My" (featuring Kalenna)                                                    | 2009 | 75                   | —                    | 22                   | —                    |                                | Non-album singles                                            |
| "Lil Freak (Ugh, Ugh, Ugh)" (featuring Webbie)                                    | 2009 | —                    | 96                   | —                    | —                    |                                | Non-album singles                                            |
| "Feel It" (with Sean Kingston and Flo Rida vs. Tiësto)                            | 2009 | 78                   | —                    | —                    | 83                   |                                | Non-album singles                                            |
| "Go Hard" (featuring Yelawolf                                                     | 2013 | —                    | —                    | —                    | —                    |                                | 6iX Commandments                                             |
| "Remember" (featuring Lil Wyte)                                                   | 2013 | —                    | —                    | —                    | —                    |                                | 6iX Commandments                                             |
| "Break Da Law"                                                                    | 2013 | —                    | —                    | —                    | —                    |                                | 6iX Commandments                                             |
| "Beacon N Blender"                                                                | 2013 | —                    | —                    | —                    | —                    |                                | 6iX Commandments                                             |
| "Been Had Hard"                                                                   | 2013 | —                    | —                    | —                    | —                    |                                | 6iX Commandments                                             |
| "Where Is Da Bud"                                                                 | 2013 | —                    | —                    | —                    | —                    |                                | Non-album singles                                            |
| "Panic Mode" (featuring Young Wicked aka Otis)                                    | 2014 | —                    | —                    | —                    | —                    |                                | Reindeer Games (with Insane Clown Posse as The KillJoy Club) |
| "Surprize" (featuring Young Wicked aka Otis)                                      | 2014 | —                    | —                    | —                    | —                    |                                | Reindeer Games (with Insane Clown Posse as The KillJoy Club) |
| "Lock'm N Da Trunk" (featuring DJ Zirk)                                           | 2014 | —                    | —                    | —                    | —                    |                                | Hear Sum Evil                                                |
| "Payin' Top Dolla" (featuring Fiend and La Chat)                                  | 2014 | —                    | —                    | —                    | —                    |                                | Hear Sum Evil                                                |
| "Hear Sum Evil Intro"                                                             | 2014 | —                    | —                    | —                    | —                    |                                | Hear Sum Evil                                                |
| "Hydrocodone" (featuring Charlie P)                                               | 2014 | —                    | —                    | —                    | —                    |                                | Hear Sum Evil                                                |
| "Gimmi Back My Dope"                                                              | 2015 | —                    | —                    | —                    | —                    |                                | Watch What U Wish...                                         |
| "Residence Evil" (featuring Wacy Loco)                                            | 2015 | —                    | —                    | —                    | —                    |                                | Watch What U Wish...                                         |
| "Forever Get High" (featuring Fiend)                                              | 2015 | —                    | —                    | —                    | —                    |                                | Watch What U Wish...                                         |
| "Dat Ain't Inya" (featuring Fiend & La Chat)                                      | 2015 | —                    | —                    | —                    | —                    |                                | Watch What U Wish...                                         |
| "You Can't" (featuring Lil Infamous & Locodunit [Seed of 6ix])                    | 2015 | —                    | —                    | —                    | —                    |                                | Watch What U Wish...                                         |
| "No Good Deed" (featuring La Chat)                                                | 2015 | —                    | —                    | —                    | —                    |                                | Watch What U Wish...                                         |
| "Hundid Thou Wow" (featuring La Chat & Billy Wes)                                 | 2015 | —                    | —                    | —                    | —                    |                                | Watch What U Wish...                                         |
| "High Like An Eagle" (featuring Fiend & La Chat)                                  | 2015 | —                    | —                    | —                    | —                    |                                | Watch What U Wish...                                         |
| "Gimmi Back My Dope (Remix)" (featuring Snootie Wild)                             | 2015 | —                    | —                    | —                    | —                    |                                | Watch What U Wish...: Remixes-N-Singles                      |
| "—" denotes a recording that did not chart or was not released in that territory. |      |                      |                      |                      |                      |                                |                                                              |

## Aparições
| Title                                       | Year | Other artist(s)                                                            | Album                                                               |
| ------------------------------------------- | ---- | -------------------------------------------------------------------------- | ------------------------------------------------------------------- |
| "Move Bitch"                                | 2000 | Lil' Jon & the East Side Boyz, YoungBloodZ, Chyna Whyte, Don Yute          | We Still Crunk!!                                                    |
| "Where itz Goin' Down"                      | 2000 | Twiztid, Blaze Ya Dead Homie, Anybody Killa                                | Freek Show                                                          |
| "Go 2 Sleep"                                | 2001 | Ludacris, Fate Wilson, I-20                                                | Word of Mouf                                                        |
| "Like a Pimp"                               | 2001 | UGK                                                                        | Dirty Money                                                         |
| "Who Gives a Fuck Where You From"           | 2003 | DJ Kay Slay, Lil' Wyte, Frayser Boy                                        | Who Gives a Fuck Where You From (Single), The Streetsweeper, Vol. 2 |
| "Represent"                                 | 2004 | Lil' Flip, David Banner                                                    | U Gotta Feel Me                                                     |
| "Take Ya Clothes Off"                       | 2004 | Play-n-Skillz                                                              | The Process                                                         |
| "Hennessey & Hydro"                         | 2004 | I-20                                                                       | Self Explanatory                                                    |
| "U.S. Soldier Boy"                          | 2004 | Lil' Wyte                                                                  | Phinally Phamous                                                    |
| "Gangster Walk"                             | 2005 | David Banner, 8Ball & MJG, Marcus                                          | Certified                                                           |
| "4 Oz."                                     | 2005 | Ying Yang Twins                                                            | U.S.A. Still United                                                 |
| "3, 2, 1, Go!"                              | 2005 | Lil' Flip                                                                  | I Need Mine                                                         |
| "I'm a Playa"                               | 2005 | Paul Wall                                                                  | The Peoples Champ                                                   |
| "Get 'Em Shawty"                            | 2005 | Killer Mike                                                                | The Killer                                                          |
| "Closing the Club"                          | 2005 | 112                                                                        | Pleasure & Pain                                                     |
| "Throw Me That Pack"                        | 2005 | Czar-Nok                                                                   | That One Way                                                        |
| "Chulin Culin Chunfly (Remix)"              | 2005 | Voltio, Residente Calle 13                                                 | Voltio                                                              |
| "Cadillac"                                  | 2006 | Trae, Paul Wall, Jay'Ton, Lil' Boss                                        | Restless                                                            |
| "Don't Play with Me"                        | 2006 | Dem Franchize Boyz                                                         | On Top of Our Game                                                  |
| "Club Gettin' Crowded"                      | 2006 | Chingy                                                                     | Hoodstar                                                            |
| "Still Here"                                | 2006 | Lyfe Jennings, Project Pat                                                 | The Phoenix                                                         |
| "Chop Me Up"                                | 2006 | Justin Timberlake, Timbaland                                               | FutureSex/LoveSounds                                                |
| "Who's Gonna Ride"                          | 2006 | Christina Milian                                                           | So Amazin'                                                          |
| "Posted in the Club"                        | 2006 | Lil' Scrappy                                                               | Bred 2 Die, Born 2 Live                                             |
| "Act a Fool"                                | 2006 | Lil' Jon                                                                   | Act a Fool (Single)                                                 |
| "It's a Fight"                              | 2006 | —                                                                          | Rocky Balboa: The Best of Rocky                                     |
| "Cruzin'"                                   | 2007 | 8Ball & MJG, Slim                                                          | Ridin High                                                          |
| "What's the Business"                       | 2007 | Ali & Gipp                                                                 | Kinfolk                                                             |
| "That Club Shit"                            | 2007 | N.O.R.E.                                                                   | Noreality                                                           |
| "Gangsta"                                   | 2007 | T-Hud, Project Pat                                                         | Undrafted                                                           |
| "Let's Get It"                              | 2007 | Ice Water Inc., Raekwon                                                    | Polluted Water                                                      |
| "Int'l Players Anthem (Remix)"              | 2007 | UGK                                                                        | Underground Kingz                                                   |
| "Wet Wet"                                   | 2008 | Unk, Project Pat, Blazed                                                   | 2econd Season                                                       |
| "That'll Work"                              | 2009 | The Alchemist, Juvenile                                                    | Chemical Warfare                                                    |
| "Demons"                                    | 2009 | Tech N9ne                                                                  | K.O.D.                                                              |
| "Hikky-Burr"                                | 2010 | Quincy Jones, David Banner                                                 | Q Soul Bossa Nostra                                                 |
| "Watchu Waitin' For"                        | 2010 | Kevin Rudolf                                                               | To the Sky                                                          |
| "Late Night Automatic"                      | 2010 | Kevin Rudolf                                                               | To the Sky                                                          |
| "Mash It Up"                                | 2011 | Karl Wolf                                                                  | Finally Free                                                        |
| "Posse Song"                                | 2011 | Lil Wyte, JellyRoll, BPZ, Project Pat, V-Slash, Lil Reno                   | Year Round                                                          |
| "Night of the Chainsaw" (Joe Strange Remix) | 2012 | Insane Clown Posse                                                         | Mike E. Clark's Extra Pop Emporium                                  |
| "Smoke Good, Live Good (Remix)"             | 2012 | THEBLKHANDS, Fenix                                                         | SERBIA                                                              |
| "Wasted Pt. 2"                              | 2013 | Twiztid, Chris Webby, Kung Fu Vampire, Whitney Peyton, R.A. The Rugged Man | Get Twiztid                                                         |

### Video Clipes
- "Tear Da Club Up '97"
- "Late Night Tip"
- "Hit A Muthafucka"
- "Who Run It"
- "Sippin on Some Syzurp" (featuring UGK & Project Pat)
- "Tongue Ring"
- "2-Way Freak" (featuring La Chat)
- "Baby Mama" (featuring La Chat)
- "Ridin' Spinners" (featuring Lil Flip)
- "Ghetto Chick"
- "Who I Iz" (featuring Trillville, Lil Wyte, Frayser Boy)
- "Stay Fly" (featuring 8Ball, MJG & Young Buck)
- "Poppin My Collar" (featuring Project Pat)
- "Side 2 Side" (Clean Version) (featuring Bow Wow)
- "Side 2 Side" (Explicit Version)
- "Doe Boy Fresh" (featuring Chamillionaire)
- "I'd Rather" (featuring DJ Unk)
- "Lolli Lolli (Pop That Body)" (featuring Project Pat, Yung D & Superpower)
- "That's Right" (featuring Akon)
- "Lil Freak (Ugh Ugh Ugh)" (featuring Webbie)
- "Shake My" (featuring Kalenna)
- "Feel It" (vs. Tiësto with Flo Rida & Sean Kingston)
- "Shots After Shots" (featuring Tech N9ne)
- "Keep My Name Out Yo Mouth" (featuring Project Pat, Billy Wes & Waka Flocka Flame)
- "Throwed Off"
- "Go Hard" (featuring Yelawolf)
- "Remember" (featuring Lil Wyte)
- "Where Is Da Bud"
- "Break Da Law"
- "Beacon N Blender"
- "Been Had Hard"
- "Surprize" (with Insane Clown Posse as The Killjoy Club) (featuring Young Wicked aka Otis)
- "Lock'm N Da Trunk" (featuring DJ Zirk)
- "Hear Sum Evil Intro"
- "Hydrocodone" (featuring Charlie P)
- "Residence Evil"
- "Gimmi Back My Dope (Remix)" (featuring Snootie Wild)
- "Forever Get High" (featuring Fiend & La Chat)
- "Dat Ain't Inya" (*featuring Fiend & La Chat)
- "You Can't" (featuring Lil Infamous & Locodunit)
- "No Good Deed" (featuring La Chat)
- "Hundid Thou Wow" (featuring Billy Wes)
- "High Like An Eagle" (featuring Fiend & La Chat)